# Tudor Vladimirescu (Albești), Botoșani
Tudor Vladimirescu este un sat în comuna Albești din județul Botoșani, Moldova, România.